# Главная юниорская хоккейная лига Квебека
Главная юниорская хоккейная Лига Квебека (фр. la Ligue de hockey junior majeur du Québec (LHJMQ), англ. Quebec Major Junior Hockey League (QMJHL)) — одна из трёх основных юниорских хоккейных лиг, которые образуют Канадскую хоккейную лигу. В лиге имеют право выступать хоккеисты в возрасте от 15 до 20 лет. Лига была образована в 1969 году. Главная юниорская хоккейная лига Квебека состоит из 18 команд, которые базируются в канадских провинциях Квебек, Новая Шотландия, Нью-Брансуик и Остров Принца Эдуарда. Главный трофей лиги — Жиль Курто Трофи (бывшее название Президентский кубок).
Главная юниорская хоккейная лига Квебека известна тем, что традиционно выпускает больше хоккеистов быстрого наступательного стиля, высококачественных игроков нападающего плана (форвардов) и вратарей, чем защитников. QMJHL воспитала таких членов Зала хоккейной славы, как Марио Лемьё, Ги Лафлёр, Рэй Бурк, Пэт Лафонтейн, Майк Босси, Люк Робитайл, Дени Савар, Мишель Гуле, Патрик Руа и Мартин Бродёр.

## История
Главная юниорская хоккейная Лига Квебека была основана в 1969 году после слияния лучших команд Юниорской хоккейной лиги Квебека (QJHL) и Монреальской юниорской хоккейной лиги Метрополитан (MMJHL). В первом розыгрыше QMJHL участвовало 11 команд, большинство которых располагались на расстоянии нескольких часов от Монреаля. Из пионеров лиги только «Шавиниган» оставался всю историю в одном городе, однако сменил название с первоначально «Брюинз» на «Катарактез».
Начиная с 1994 года, QMJHL начала расширяться дальше на восток, за пределами Квебека. Лига заполнила пустоту в Атлантической Канаде после исхода оттуда ряда клубов Американской хоккейной лиги. Команды Атлантической Канады образуют весь Восточный дивизион QMJHL.

## Участники
Клубы, которые примут участие в сезоне 2023/2024:

## Плей-офф и Мемориальный Кубок
Победитель плей-офф Главной юниорской хоккейной Лиги Квебека получает Жиль Курто Трофи. В плей-офф выходят 16 команд из 18 команд по лучшим показателям в регулярном сезоне. Команды в плей-офф играют серии до четырёх побед. Затем победитель QMJHL вместе с чемпионами WHL и OHL, а также хозяином турнира состязается за Мемориальный кубок — главный трофей юниорского хоккея в Северной Америке. Хозяином проведения розыгрыша Кубка по очереди становится одна из команд каждой лиги.

## Обладатели Мемориального кубка
Команды QMJHL пятнадцать раз выигрывали Мемориальный кубок:
- 2023: Квебек Ремпартс
- 2022: Сент-Джон Си Догз
- 2019: Руэн-Норанда Хаскис
- 2018: Акади-Батерст Тайтан
- 2013: Галифакс Мусхэдс
- 2012: Шавиниган Катарактез
- 2011: Сент-Джон Си Догз
- 2006: Квебек Ремпартс
- 2000: Римуски Осеаник
- 1997: Халл Олимпикс
- 1996: Гранби Предаторз
- 1981: Корнуэлл Ройялс
- 1980: Корнуэлл Ройялс
- 1972: Корнуэлл Ройялс
- 1971: Квебек Ремпартс

## Выведенные из обращения номера
| №  | Игрок        | Позиция | Карьера в QMJHL | Дата вывода      |
| -- | ------------ | ------- | --------------- | ---------------- |
| 4  | Ги Лафлёр    | ПН      | 1966–1971       | сентябрь 2021    |
| 87 | Сидни Кросби | ЦН      | 2003–2005       | 27 сентября 2019 |

## Президенты лиги
- Робер Лебель (1969–1975)
- Жан Ружо (1981–1983)
- Поль Дюмон (1983–1984)
- Жиль Курто (1986–2023)[3]

## Рекорды лиги
Список рекордных показателей QMJHL, которые являются также рекордными и для Канадской хоккейной лиги:
- Наибольшее количество голов: 309 — Майк Босси (1972−77)
- Наибольшее количество передач: 408 — Патрис Лефебр (1984−88)
- Наибольшее количество очков: 595 — Патрис Лефебр (1984−88)
- Наибольшее количество голов в сезоне: 133 — Марио Лемьё (1983/84)
- Наибольшее количество передач в сезоне: 157 — Пьер Ларуш (1973/74)
- Наибольшее количество очков в сезоне: 282 — Марио Лемьё (1983/84)

## Трофеи и награды
| Награда                        | Описание                                                   | Первое вручение      |
| ------------------------------ | ---------------------------------------------------------- | -------------------- |
| Командные                      |                                                            |                      |
| Жиль Курто Трофи               | Чемпион QMJHL                                              | 1969/70              |
| Жан Роге Трофи                 | Победитель регулярного сезона                              | 1969/70              |
| Робер Лебель Трофи             | Команда с наилучшим коэффициентом надёжности               | 1977/78              |
| Люк Робитайл Трофи             | Команда, забившая наибольшее количество голов              | 2001/02              |
| Личные                         |                                                            |                      |
| Жан Беливо Трофи               | Лучший бомбардир                                           | 1969/70              |
| Мишель Бриер Мемориал Трофи    | Лучший игрок                                               | 1972/73              |
| Ги Лафлёр Трофи                | Самый ценный игрок плей-офф                                | 1977/78              |
| Жак Плант Мемориал Трофи       | Вратарь с наилучшим коэффициентом надёжности               | 1969/70              |
| Ги Карбонно Трофи              | Лучший нападающий оборонительного плана                    | 2004/05              |
| Эмиль Бушар Трофи              | Лучший защитник                                            | 1975/76              |
| Кевин Лоу Трофи                | Лучший оборонительный защитник                             | 2004/05              |
| Майк Босси Трофи               | Лучший перспективный игрок                                 | 1980/81              |
| Кубок RDS                      | Новичок года                                               | 1991/92              |
| Мишель Бержерон Трофи          | Лучший атакующий новичок                                   | 1969/70              |
| Раймон Лагасе Трофи            | Лучший оборонительный новичок                              | 1980/81              |
| Фрэнк Дж. Селки Мемориал Трофи | За благородство и добропорядочность на льду                | 1969/70              |
| Поль Дюмон Трофи               | Индивидуальность года                                      | 1989/90              |
| Уиттнауер Плаке                | За общественную и благотворительную деятельность           | 1992/93              |
| Марсель Робер Трофи            | За лучшее совмещение высоких показателей на льду и в учёбе | 1980/81              |
| Рон Лапойнт Трофи              | Тренер года                                                | 1992/93              |
| Морис Фильон Трофи             | Генеральный менеджер года                                  | 2005/06              |
| Джон Хорман Трофи              | Руководитель года                                          | 1989/90              |
| Джин Сойер Трофи               | Лучший маркетинговый директор                              | 1990/91              |
| Упразднённые                   |                                                            |                      |
| Кубок Telus (атака)            | Лучший атакующий игрок                                     | 1989/90 (до 2005/06) |
| Кубок Telus (защита)           | Лучший оборонительный игрок                                | 1989/90 (до 2005/06) |
| АвтоПро Плаке                  | Лучший по системе «плюс/минус»                             | 1989/90 (до 2001/02) |
| Филипс Плаке                   | Лучший по проценту выигранных вбрасываний                  | 1997/98 (до 2001/02) |